# Khadkale
Khadkale es una  ciudad censal situada en el distrito de Pune en el estado de Maharashtra (India). Su población es de 13435 habitantes (2011). Se encuentra a 46 km de Pune.

## Demografía
Según el censo de 2011 la población de Khadkale era de 13435 habitantes, de los cuales 6971 eran hombres y 6464 eran mujeres. Khadkale tiene una tasa media de alfabetización del 86,65%, superior a la media estatal del 82,34%: la alfabetización masculina es del 91,26%, y la alfabetización femenina del 81,75%.